# Hélène Grimaud
Hélène Grimaud, född 7 november 1969 i Aix-en-Provence, är en fransk klassisk pianist.  
Hon började spela piano som sexårig och upptogs på  konservatoriet i Paris som dess yngsta elev 1982 och vann första pris för sin tolkning av Sergej Rachmaninovs pianosonat nr 2 tre år senare. Hon fortsatte studera för György Sándor och Leon Fleisher till 1987 då hon debuterade i Tokyo. Samma år spelade hon med Orchestre de Paris under den berömde dirigenten Daniel Barenboim, och det blev starten på hennes musikaliska karriär.
Innan hon började med musiken drömde hon om att bli veterinär eller biolog, och år 1999 grundade hon Wolf Conservation Center  i byn South Salem cirka sju mil norr om New York. Centret föder upp och forskar om utrotningshotade arter och har inhägnade områden med grupper av rödvarg och mexikansk  gråvarg.
Hélène Grimaud har spelat tillsammans med de flesta av världens största orkestrar och många berömda dirigenter. Hon bor i Santa Ynez i Kalifornien, cirka 20 mil nordväst om Los Angeles, tillsammans med fotografen Matt Hennek och två adoptivbarn. Hon var Artist in Residence hos Göteborgs Symfoniker 2017–2018.